# Сумас
Сумас (от испански на английски: Sumas, буквени символи за произношение  Архив на оригинала от 2009-01-06 в Wayback Machine.) е град в окръг Уаткъм, щата Вашингтон, САЩ. Сумас е с население от 960 жители (2000) и обща площ от 3,6 km². Намира се на 13 m надморска височина. ЗИП кодът му е 98295, а телефонният му код е 360.